# Lorian Swamp
Lorian Swamp är ett träsk i Kenya.   Det ligger i länet Garissa, i den centrala delen av landet, 400 km nordost om huvudstaden Nairobi.